# Gennem Skovbranden
Hearts Aflame er en amerikansk stumfilm fra 1923 af Reginald Barker.

## Medvirkende
- Frank Keenan som Luke Taylor
- Anna Q. Nilsson som Helen Foraker
- Craig Ward som John Taylor
- Richard Headrick som Bobby Kildare
- Russell Simpson som Black Joe
- Richard Tucker som Philip Rowe